# Прибалтійська операція (1944)
Прибалтійська операція (14 вересня — 24 листопада 1944) — стратегічна наступальна операція радянських військ з метою захопити територію Естонії, Латвії та Литви.
Включала в себе чотири фронтові операції: Ризьку, Талліннську, Моонзундську і Мемельську.
Результатом операції став розгром 26-ти та повне знищення 3-х дивізій німецької групи армій «Північ». Залишки німецьких військ в Балтійському регіоні було заблоковано в Курляндському котлі.

## Сили сторін

### Радянські війська
- Ленінградський фронт (Л. О. Говоров) — 195 тисяч чоловік;
- 1-й Прибалтійський фронт (І. Х. Баграмян) — 620 тисяч чоловік;
- 2-й Прибалтійський фронт (А. І. Єрьоменко) — 339 тисяч чоловік;
- 3-й Прибалтійський фронт (І. І. Масленников) — 345 тисяч чоловік;
- Балтійський флот (В. П. Трибуц) — 45 тисяч чоловік;

Всього: 1,546,000 чоловік.

### Німецькі війська
Німецькі війська (головнокомандуючий Фердинанд Шернер):
- оперативна група «Нарва», 16-а і 18-а армії, 3-а танкова армія — понад 700 тисяч чоловік.

## Плани сторін
Німецька група армій «Північ» завчасно створила глибоко ешелоновану оборону, використовуючи на свою користь особливості географії даної місцевості — це велика кількість озер, річок і боліт, досить рідкісна дорожня мережа, що сприяло утруднення наступальних операцій. Особливе значення надавалося обороні Ризького напрямку. У районі Риги перебувало найсильніше угруповання противника, що включала 5 танкових дивізій.
Згідно з планом радянського Генштабу, війська трьох Прибалтійських фронтів повинні атакувати угрупування, що складається з 16-ї і 18-ї армій на ризькому напрямку (планувалося розчленувати німецькі війська і поодинці розгромити їх); а за участі Балтійського флоту Ленінградський фронт повинен був почати атаку на естонському напрямку (оперативна група «Нарва»).
У Червоної армії була подвійна перевага над вермахтом в людях і військовій техніці. До участі в операції залучалися національні війська, укомплектовані з уродженців балтійських республік. Дії радянських фронтів у Балтії координував і здійснював загальне керівництво операцією Маршал Радянського Союзу О. М. Василевський.

## Результати
Операція тривала 71 день, ширина фронту досягала 1000 км, а глибина — 400 км. В результаті Прибалтійської операції нацистських окупантів вигнано з Литовської РСР, Латвійської РСР та Естонської РСР. Були розгромлені 26 дивізій групи армій «Північ» і 3 дивізії повністю знищені. Більш того, 400-тисячне німецько-латиське угруповання військ опинилася в Курляндському котлі.
112 солдатів Червоної Армії в ході операції були удостоєні звання Героя Радянського Союзу, з них троє — двічі, понад 332 тис. чоловік були нагороджені медалями та орденами. 481 частина отримала урядові нагороди. 131 частина отримала почесне найменування міст Таллінн, Рига, Валга та ін.